# Helmuth Brinkmann
Helmuth Brinkmann (Lübeck, Alemania, 8 de marzo de 1895-Diessen, Baviera, 26 de septiembre de 1983) fue un vicealmirante de la Kriegsmarine y comandante del crucero pesado Prinz Eugen durante la Segunda Guerra Mundial entre 1940 y 1942.

## Biografía
Helmuth Brinkmann ingresó el 1 de abril de 1913 a los 18 años en la marina imperial como cadete de la Academia Naval Mürwik de Flensburgo-Mürwik e hizo su instrucción práctica en el acorazado SMS Kaiser Friedrich III hasta el inicio de la 
Gran Guerra. El 18 de septiembre de 1915, en plena Primera Guerra Mundial, es ascendido a teniente de navío y realiza su servicio en el crucero ligero Regensburg. Al final del conflicto, Brinkmann realizó entrenamiento en flotillas de torpederos.
Entre 1920 y 1925, ya con el grado de teniente de fragata sirvió como comandante de torpederos hasta su ascenso a teniente de navío en 1925. Luego pasa a ser edecán de Estado Mayor desde 1926 hasta 1930 en la Comandancia Naval del Báltico. Sirve desde noviembre de 1931 hasta diciembre de 1932 como oficial de navegación en el crucero ligero Königsberg y es ascendido a capitán de corbeta.
En pleno auge del nazismo, desde 1930 hasta 1935 Brinkmann sirve como oficial adjunto al Ministerio de Defensa del Reich. En 1937 es ascendido a capitán de fragata y de 1935 a 1938 es comandante del Yate de Aviso Grille que sirve como buque de representación para Adolf Hitler. En 1938 es ascendido a capitán de navío. Desde 1938 hasta 1940 sirve como Jefe del Departamento de Defensa de la Marina del Reich.

### Operación Rheinübung
El 1 de agosto de 1940 Brinkmann es asignado como comandante del nuevo crucero pesado Prinz Eugen recientemente entregado en comisión de servicio. Durante 1940, Brinkmann realiza entrenamiento de combate con el  Prinz Eugen en diferentes situaciones de combate; maniobras de repostar en altamar, control de daños, en el golfo de Danzig en vistas a la Operación Rheinübung que involucraba al acorazado Bismarck y a los cruceros pesados de la clase Scharnhorst.
El 18 de mayo de 1941, el Prinz Eugen y el Bismarck comienzan la "Operación Rheinübung" zarpando desde Gotenhafen (actualmente Gdynia) con destino a Noruega. En el transcurso de la operación, el 24 de mayo de 1941 el Prinz Eugen y el Bismarck son interceptados por el crucero de batalla Hood y el acorazado Prince of Wales. El Prinz Eugen contribuye con su artillería a dañar y hundir el crucero de batalla y a dañar seriamente al acorazado inglés. 
El 25 de mayo en la noche, el almirante Günther Lütjens en una hábil maniobra de evasión ordena a Brinkmann destacarse con el crucero pesado hacia el puerto de Brest al que finalmente arriba el 1 de junio de 1941, donde es luego bombardeado por la RAF. 
El Bismarck es hundido el 27 de mayo de 1941. El Prinz Eugen junto a los cruceros pesados de la clase Scharnhorst quedan bloqueados en ese puerto y son intermitentemente bombardeados a gusto por la RAF.
El 9 de junio de 1941, Brikmann es condecorado con la Cruz de Hierro de Primera Clase.

### Operación Cerberus
El 11 de febrero de 1942, Brinkmann con el Prinz Eugen ejecuta la Operación Cerberus realizando una audaz singladura a través del Canal de la Mancha junto con los cruceros de la clase Scharnhost. El Prinz Eugen es el único que llega indemne a puerto seguro. Brinkmann es relevado por Otto Ciliax el 4 de agosto de 1942. El 1 de septiembre de 1942 es ascendido a Contralmirante y es transferido como Jefe del Comando Naval Sur en el Báltico hasta noviembre de 1943.

### Comando del Báltico y el Mar Negro
El 1 de febrero de 1944 es ascendido a Vicealmirante y actúa como Jefe del Estado Mayor de la Flota del Mar Negro y realiza una misión de evacuación del XVII Ejército alemán de la Península de Crimea, por lo que se le considera con méritos suficientes para ser condecorado con la Cruz de Caballero de la Cruz de Hierro.

### Vida final
El 31 de mayo de 1945 fue hecho prisionero por los británicos y liberado el 29 de noviembre de 1947.
Helmuth Brinkmann falleció a los 88 años en Dießen, Baviera, en 1983.